# Peyrat-la-Nonière
Peyrat-la-Nonière est une commune française située dans le département de la Creuse en région Nouvelle-Aquitaine.

## Géographie

### Localisation
La commune de Peyrat-la-Nonière est à 4 km de Saint-Julien-le-Châtel, 10 de Champagnat et 10,6 d’Issoudun-Létrieix.

### Communes limitrophes
Peyrat-la-Nonière est limitrophe de neuf autres communes.
| Saint-Chabrais    | Saint-Julien-le-Châtel | Le Chauchet                             |
| Issoudun-Létrieix | Peyrat-la-Nonnière     | Saint-Priest, La Serre-Bussière-Vieille |
| Puy-Malsignat     | Champagnat             | Saint-Domet                             |

### Géologie et relief
Peyrat-la-Nonière a une superficie de 41,4 km2 ; son altitude varie de 409  à   556 mètres.

### Hydrographie
Cours d'eau traversant la commune :
- la Voueize[3] ;
- la Tardes[4].

### Climat
Pour des articles plus généraux, voir Climat de la Nouvelle-Aquitaine et Climat de la Creuse.
Historiquement, la commune est exposée à un climat montagnard.  
En 2020, Météo-France publie une typologie des climats de la France métropolitaine dans laquelle la commune est exposée à un climat de montagne et est dans la région climatique  Ouest et nord-ouest du Massif Central, caractérisée par une pluviométrie annuelle de 900 à 1 500 mm, maximale en automne et en hiver.
Pour la période 1971-2000, la température annuelle moyenne est de 10,4 °C, avec  une amplitude thermique annuelle de 15,1 °C. Le cumul annuel moyen de précipitations est de 896 mm, avec 11,6 jours de précipitations en janvier et 7,4 jours en juillet. Pour la période 1991-2020, la température moyenne annuelle observée sur la station météorologique la plus proche, située sur la commune de Lupersat à 14 km à vol d'oiseau, est de 10,8 °C et le cumul annuel moyen de précipitations est de 934,9 mm,. Pour l'avenir, les paramètres climatiques de la commune estimés pour 2050 selon différents scénarios d’émission de gaz à effet de serre sont consultables sur un site dédié publié par Météo-France en novembre 2022.

## Urbanisme

### Typologie
Au 1er janvier 2024, Peyrat-la-Nonière est catégorisée commune rurale à habitat très dispersé, selon la nouvelle grille communale de densité à 7 niveaux définie par l'Insee en 2022.
Elle est située hors unité urbaine et hors attraction des villes,.

### Occupation des sols
L'occupation des sols de la commune, telle qu'elle ressort de la base de données européenne d’occupation biophysique des sols Corine Land Cover (CLC), est marquée par l'importance des territoires agricoles (90 % en 2018), en augmentation par rapport à 1990 (88,4 %). La répartition détaillée en 2018 est la suivante : 
prairies (64,1 %), zones agricoles hétérogènes (25,8 %), forêts (9,2 %), zones urbanisées (0,8 %). L'évolution de l’occupation des sols de la commune et de ses infrastructures peut être observée sur les différentes représentations cartographiques du territoire : la carte de Cassini (XVIIIe siècle), la carte d'état-major (1820-1866) et les cartes ou photos aériennes de l'IGN pour la période actuelle (1950 à aujourd'hui).

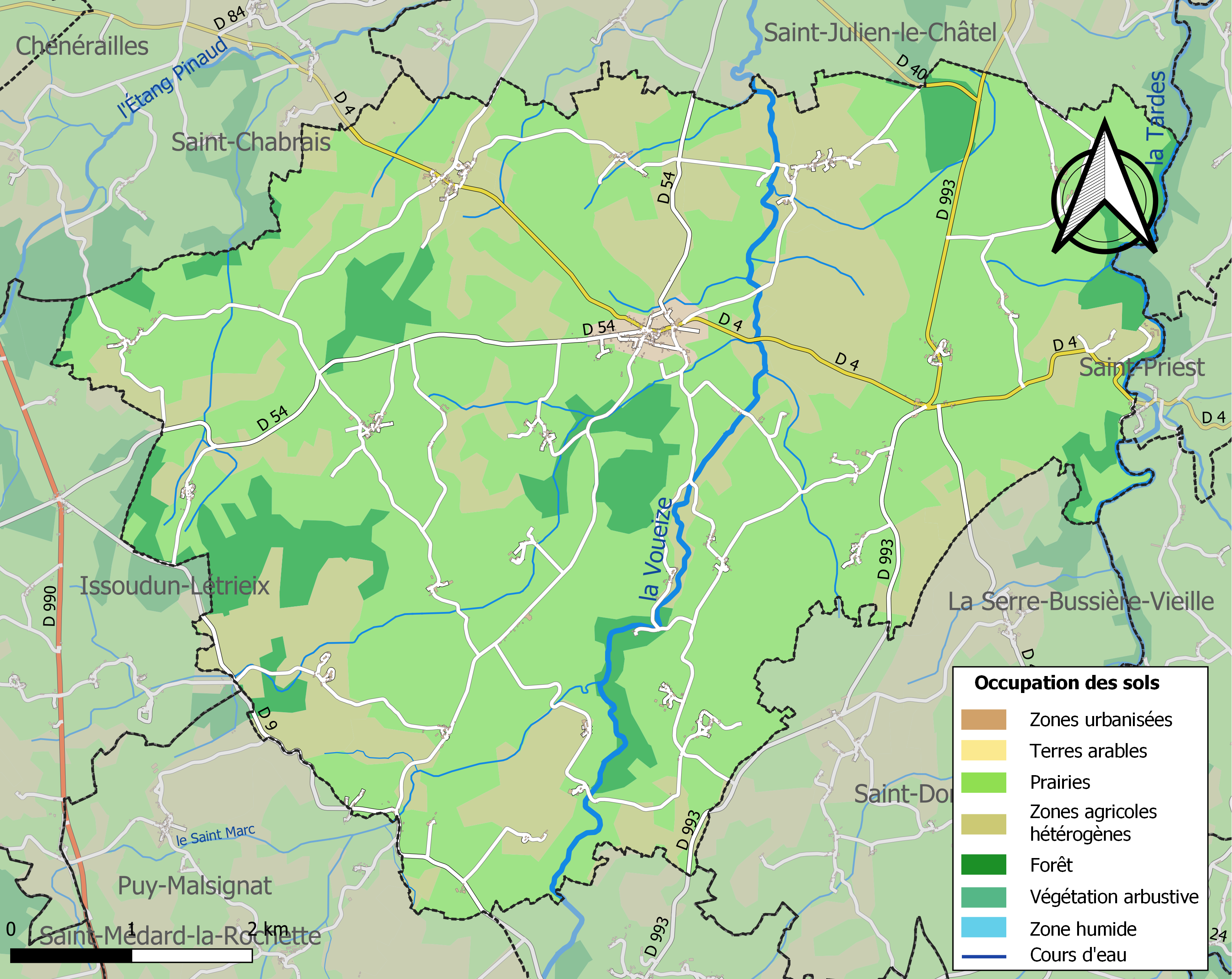
Carte des infrastructures et de l'occupation des sols de la commune en 2018 (CLC).

### Voies de communications et transports

#### Voies routières
- D 4 vers Chénérailles, Saint-Priest.
- D 54 vers Issoudun-Létrieix.
- D 40 vers Saint-Julien-le-Châtel, Saint-Loup.

#### Transports en commun
- Réseau TransCreuse.

##### SNCF
- Gare de Lavaveix-les-Mines,
- Gare de Parsac-Gouzon,
- Gare d'Aubusson,
- Gare de Busseau-sur-Creuse.

### Risques naturels et technologiques

#### Risques majeurs
Le territoire de la commune de Peyrat-la-Nonière est vulnérable à différents aléas naturels : météorologiques (tempête, orage, neige, grand froid, canicule ou sécheresse) et séisme (sismicité faible). Il est également exposé à un risque particulier : le risque de radon. Un site publié par le BRGM permet d'évaluer simplement et rapidement les risques d'un bien localisé soit par son adresse soit par le numéro de sa parcelle.

#### Risques naturels

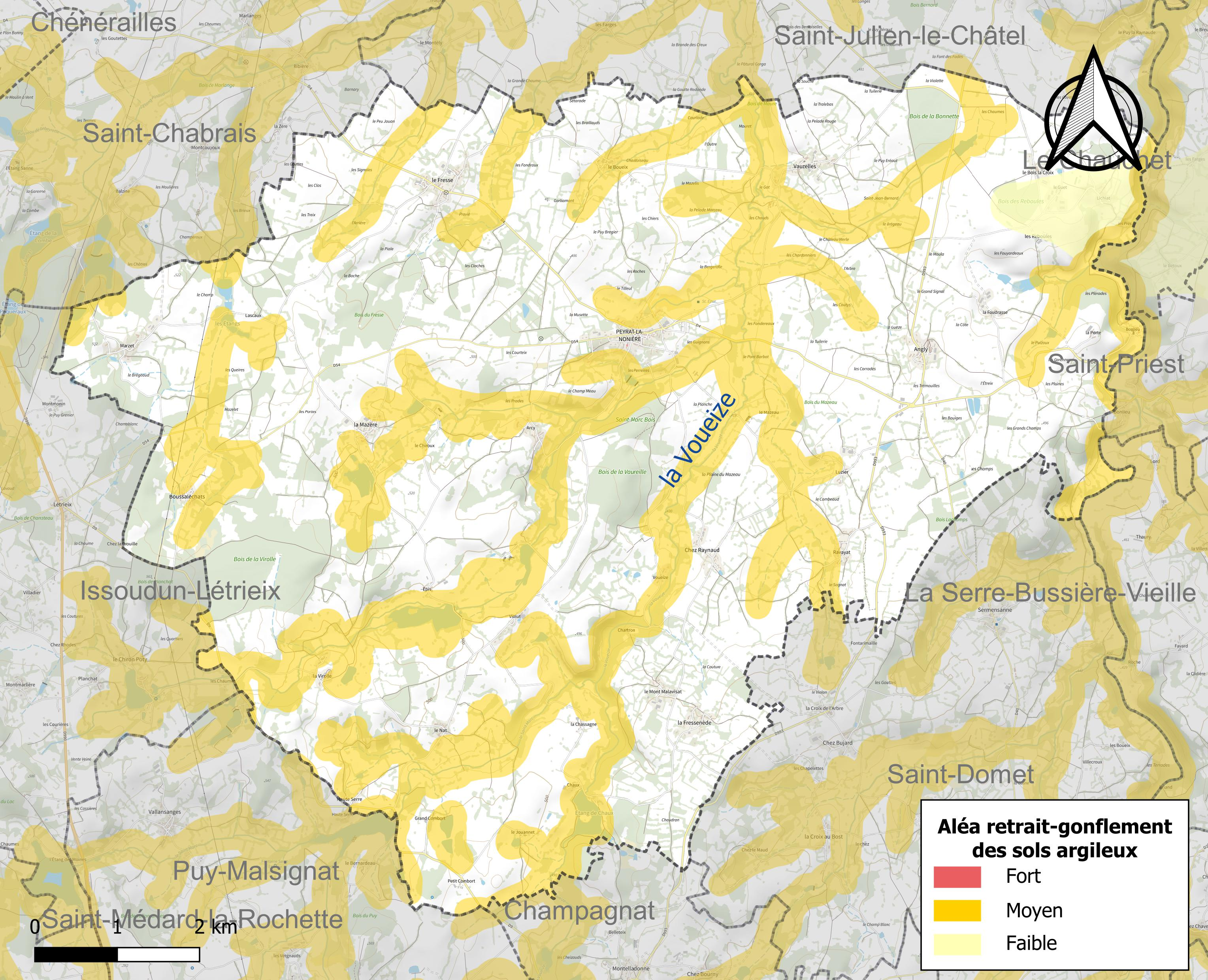
Carte des zones d'aléa retrait-gonflement des sols argileux de Peyrat-la-Nonière.

Le retrait-gonflement des sols argileux est susceptible d'engendrer des dommages importants aux bâtiments en cas d’alternance de périodes de sécheresse et de pluie. 32,6 % de la superficie communale est en aléa moyen ou fort (33,6 % au niveau départemental et 48,5 % au niveau national). Sur les 362 bâtiments dénombrés sur la commune en 2019, 88 sont en aléa moyen ou fort, soit 24 %, à comparer aux 25 % au niveau départemental et 54 % au niveau national. Une cartographie de l'exposition du territoire national au retrait gonflement des sols argileux est disponible sur le site du BRGM,.
Par ailleurs, afin de mieux appréhender le risque d’affaissement de terrain, l'inventaire national des cavités souterraines permet de localiser celles situées sur la commune.
La commune a été reconnue en état de catastrophe naturelle au titre des dommages causés par les inondations et coulées de boue survenues en 1982, 1999 et 2020. Concernant les mouvements de terrains, la commune a été reconnue en état de catastrophe naturelle au titre des dommages causés par des mouvements de terrain en 1999.
Commune située dans une zone de sismicité 2 faible.

#### Risque particulier
Dans plusieurs parties du territoire national, le radon, accumulé dans certains logements ou autres locaux, peut constituer une source significative d’exposition de la population aux rayonnements ionisants. Certaines communes du département sont concernées par le risque radon à un niveau plus ou moins élevé. Selon la classification de 2018, la commune de Peyrat-la-Nonière est classée en zone 3, à savoir zone à potentiel radon significatif.

## Toponymie
L'origine du nom de la commune reste, quant à elle, très mal connue.
Durant la Révolution, la commune porte le nom de Peyrat-la-Montagne.

## Histoire
L'histoire de Peyrat-la-Nonière semble remonter à des temps très anciens. En effet, des vestiges d'origine gallo-romaine et mérovingienne ont été mis au jour sur la commune.

## Politique et administration

### Découpage territorial

#### Commune et intercommunalités
Commune membre de la Communauté de communes Marche et Combraille en Aquitaine.

### Élections municipales et communautaires

#### Liste des maires
| Période                                  | Période       | Identité           | Étiquette    | Qualité |
| ---------------------------------------- | ------------- | ------------------ | ------------ | --- |
| Les données manquantes sont à compléter. |               |                    |              | |
| 1919                                     | 1944          | Henri Alhéritière  | PRRRS        | Conseiller général de Chénérailles (1914-1940) Sénateur (1938-1940)                                                           |
| 1944                                     | 1961          | Alphonse Fradet    | PRRRS        | Agriculteur propriétaire exploitant                                                                                           |
| 1961                                     | 1977          | Georges Fradet     |              | |
| 1977                                     | 5 avril 2010, | Guy de Lamberterie | UDF puis UMP | Agriculteur Conseiller général de Chénérailles (1994-2010) Conseiller régional du Limousin Président de la CC de Chénérailles |
| 2010                                     | mars 2017     | Jean-Denis Bourcy  | SE           | Retraité de l'enseignement |
| 2 juin 2017                              | en cours      | Alain Luquet       |              | |

## Équipements et services publics

### Enseignement
Établissements d'enseignements :
- école maternelle et primaire ;
- collèges à Chénérailles, Parsac-Rimondeix, Aubusson, Ahun, Auzances ;
- lycées à Aubusson, Ahun, Felletin.

### Santé
Professionnels et établissements de santé :
- médecins à Peyrat-la-Nonière, Sannat, Saint-Julien-la-Genète, Saint-Georges-la-Pouge, La Saunière, Mérinchal ;
- saint-Sulpice-les-Champs, Saint-Georges-la-Pouge, Soumans, Mérinchal, Sardent ;
- hôpitaux à Montluçon, Saint-Vaury, La Souterraine.

## Population et société

### Démographie

#### Pyramide des âges
L'évolution du nombre d'habitants est connue à travers les recensements de la population effectués dans la commune depuis 1793. Pour les communes de moins de 10 000 habitants, une enquête de recensement portant sur toute la population est réalisée tous les cinq ans, les populations de référence des années intermédiaires étant quant à elles estimées par interpolation ou extrapolation. Pour la commune, le premier recensement exhaustif entrant dans le cadre du nouveau dispositif a été réalisé en 2004.

En 2022, la commune comptait 422 habitants, en évolution de −0,47 % par rapport à 2016 (Creuse : −3,32 %, France hors Mayotte : +2,11 %).
| 1793  | 1800  | 1806  | 1821  | 1831  | 1836  | 1841  | 1846  | 1851  |
| ----- | ----- | ----- | ----- | ----- | ----- | ----- | ----- | ----- |
| 1 509 | 1 380 | 1 453 | 1 531 | 1 635 | 1 636 | 1 687 | 1 763 | 1 800 |

| 1856  | 1861  | 1866  | 1872  | 1876  | 1881  | 1886  | 1891  | 1896  |
| ----- | ----- | ----- | ----- | ----- | ----- | ----- | ----- | ----- |
| 1 733 | 1 680 | 1 618 | 1 617 | 1 621 | 1 602 | 1 632 | 1 638 | 1 635 |

| 1901  | 1906  | 1911  | 1921  | 1926  | 1931  | 1936  | 1946  | 1954 |
| ----- | ----- | ----- | ----- | ----- | ----- | ----- | ----- | ---- |
| 1 553 | 1 509 | 1 443 | 1 205 | 1 180 | 1 148 | 1 097 | 1 016 | 926  |

| 1962 | 1968 | 1975 | 1982 | 1990 | 1999 | 2004 | 2006 | 2009 |
| ---- | ---- | ---- | ---- | ---- | ---- | ---- | ---- | ---- |
| 883  | 786  | 663  | 609  | 506  | 499  | 474  | 460  | 470  |

| 2014 | 2019 | 2022 | - | - | - | - | - | - |
| ---- | ---- | ---- | - | - | - | - | - | - |
| 427  | 431  | 422  | - | - | - | - | - | - |

### Sports et loisirs

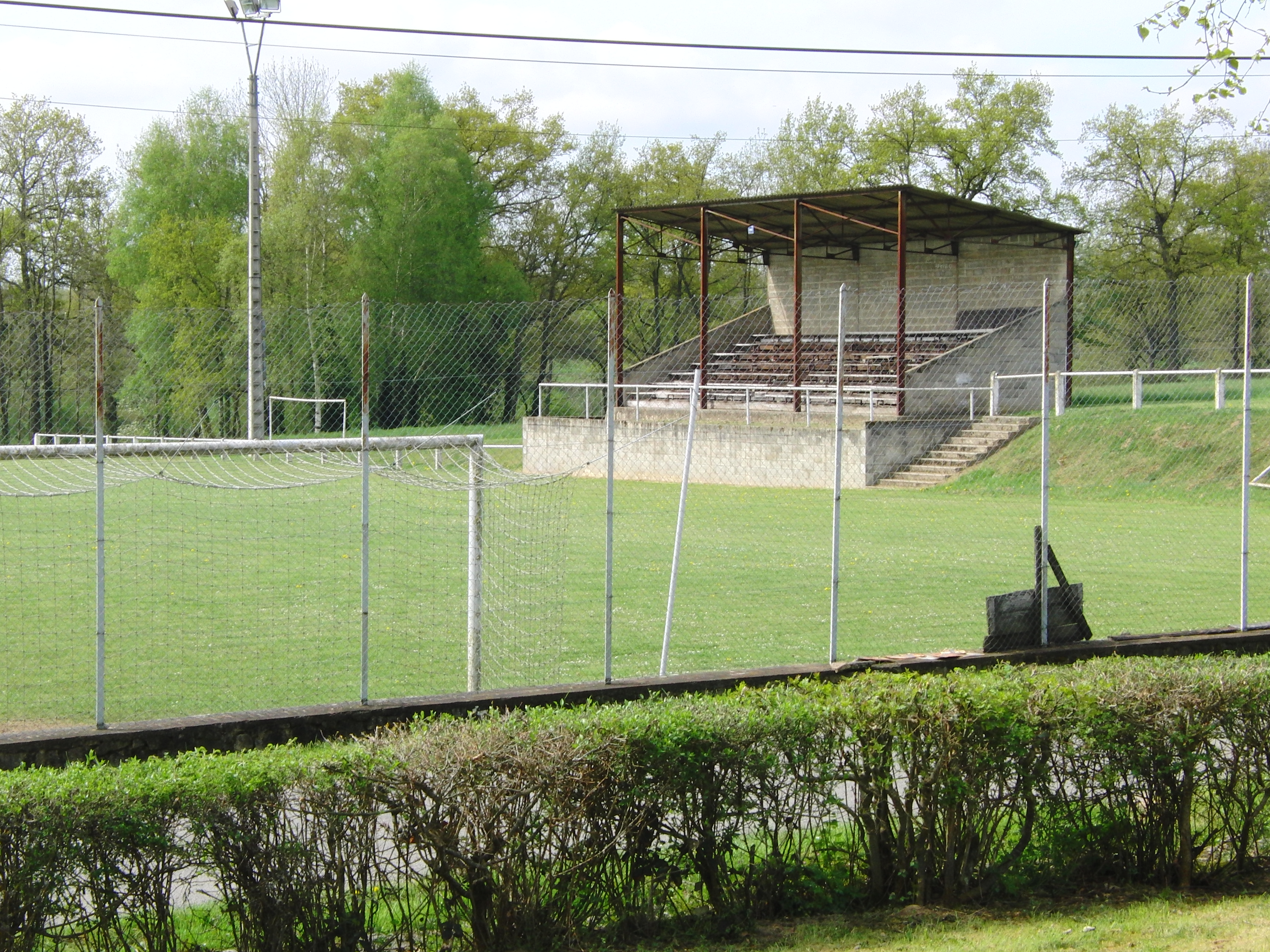
Le stade Alphonse Fradet

Sur la commune de Peyrat-la-Nonière, il existe un club de football, le Club Athlétique Peyratois, et un club de cyclisme, l'Etoile Cycliste Peyrat-23  ainsi qu'un club de tennis, le Tennis Club Peyrat-la-Nonière depuis 2010. Le club de football évolue sur le stade Alphonse Fradet.

### Cultes
- Culte catholique, Paroisse Sainte Croix des deux Creuse[34], Diocèse de Limoges.

## Économie

### Entreprises et commerces

#### Agriculture
- Culture de céréales, de légumineuses et de graines oléagineuses.
- Élevage d'autres bovins et de buffles.
- Élevage d'ovins et de caprins
- Sylviculture et autres activités forestières

#### Tourisme
- Restaurant.
- Gîte de France.
- Hébergement touristique et autre hébergement de courte durée.

#### Commerces
- Commerces et services.

## Culture locale et patrimoine

### Lieux et monuments
- Abbaye de Bonlieu inscrite sur l'inventaire supplémentaire des monuments historiques en 1963[35],[36].
- Monument aux morts[37] : Conflits commémorés : Guerres 1914-1918 - 1939-1945 - Indochine (1946-1954) - AFN-Algérie (1954-1962).
- Château du Mazeau inscrit sur l'inventaire supplémentaire des monuments historiques le 12 avril 1916[38],[39].
- Château du Chiroux inscrit sur l'inventaire supplémentaire des monuments historiques (Le donjon avec ses deux échauguettes : inscription par arrêté du 21 octobre 1932 - Le colombier du château en totalité : inscription par arrêté du 4 octobre 2010)[40],[41].
- Château de la Voreille[42].
- Église Saint-Vincent de Peyrat-la-Nonière.
- Étang de Chaux.
- Les croix monumentales[43].
- Huilerie d'Arcy inscrite sur l'inventaire supplémentaire des monuments historiques le 6 décembre 1996[44].

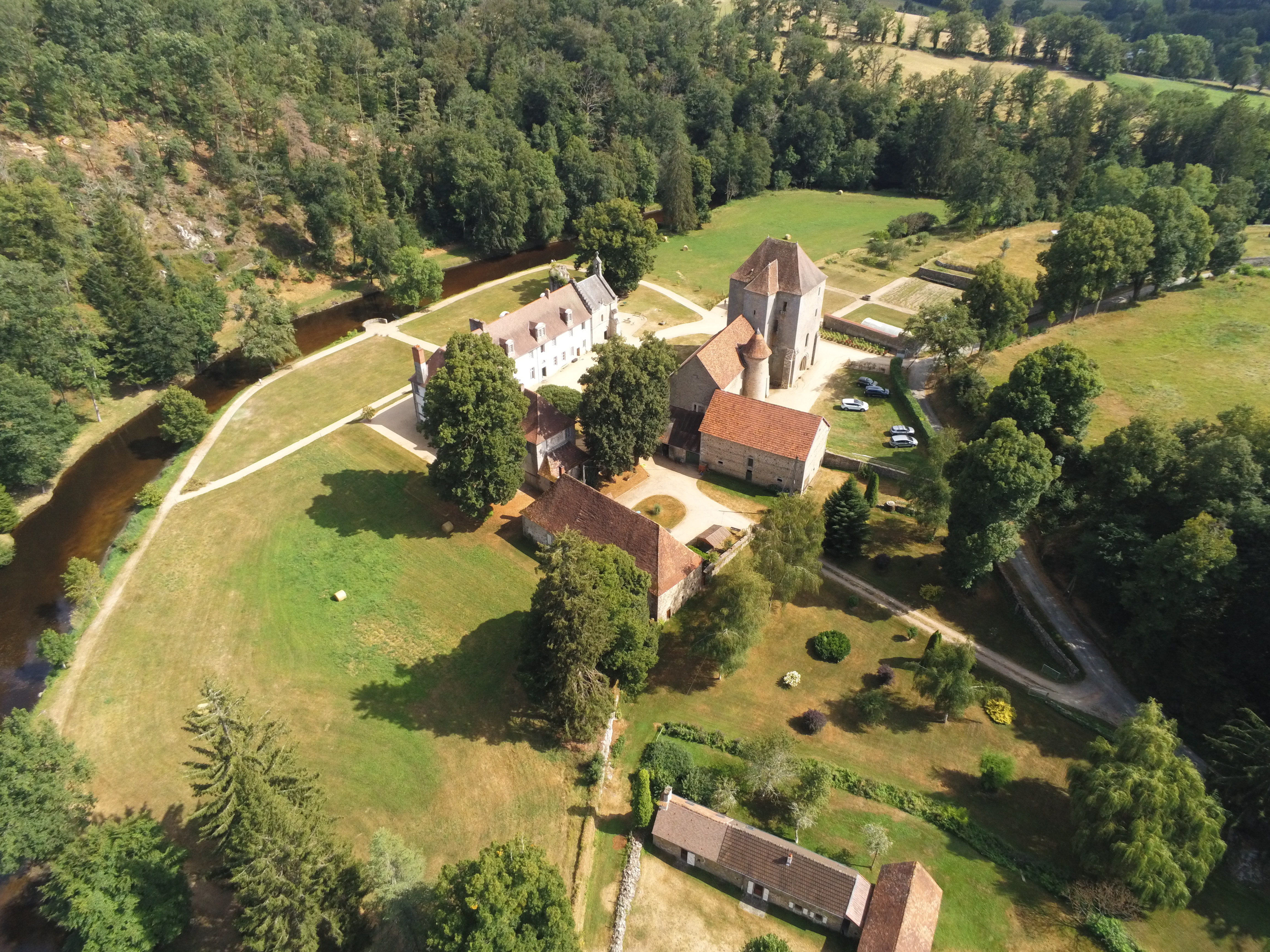
Abbaye de Bonlieu.
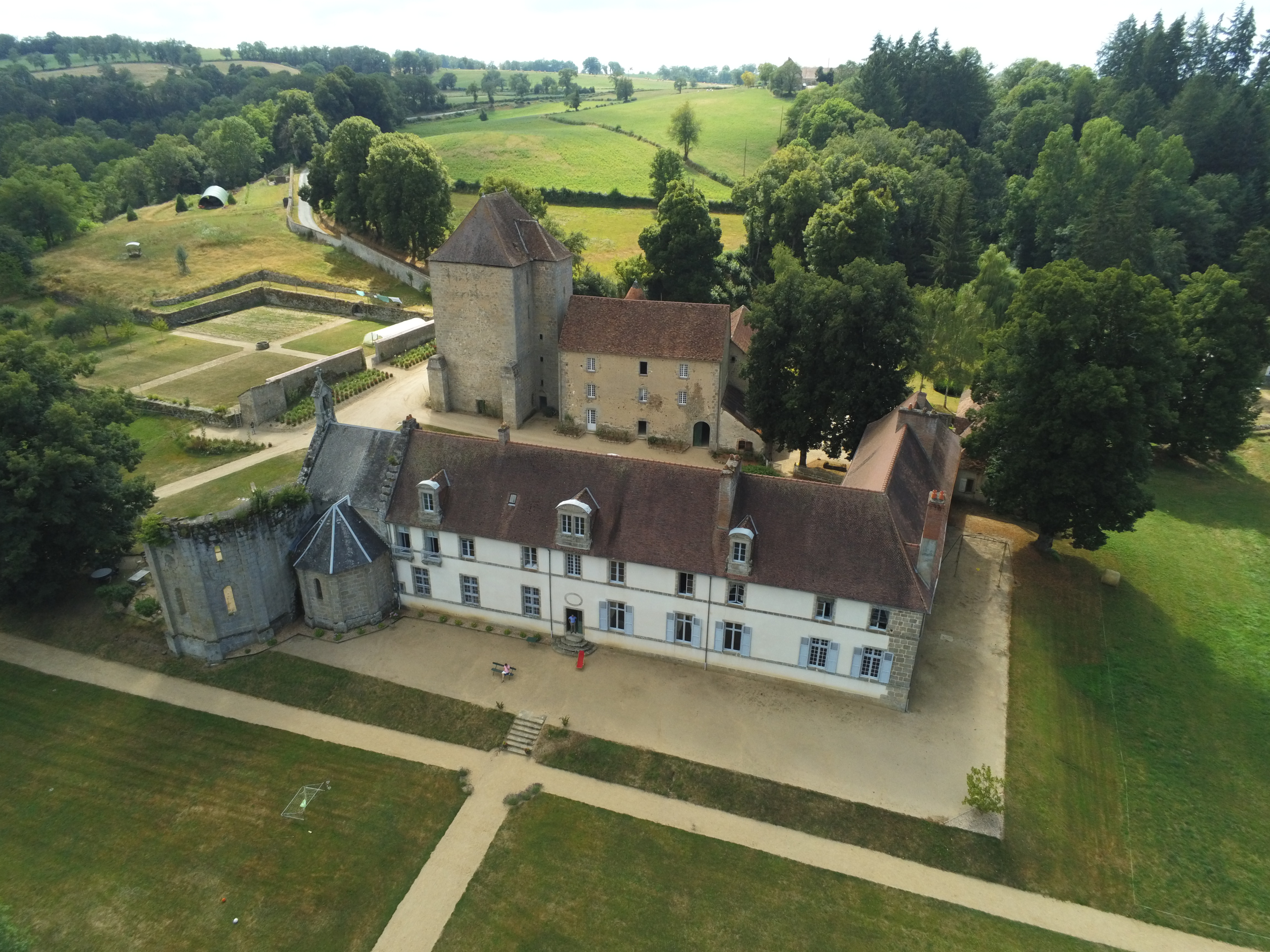
Abbaye de Bonlieu.
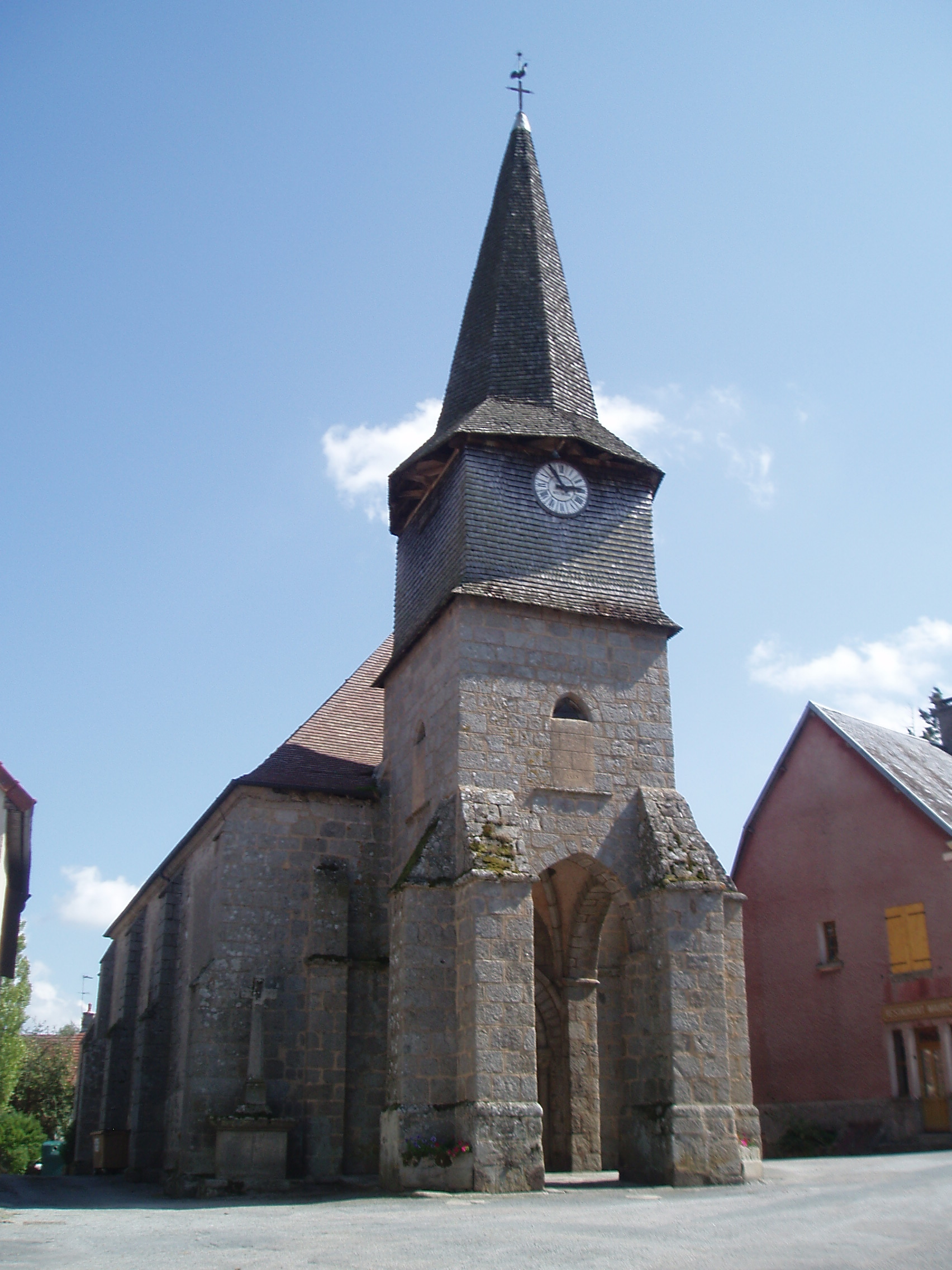
Église de Peyrat.
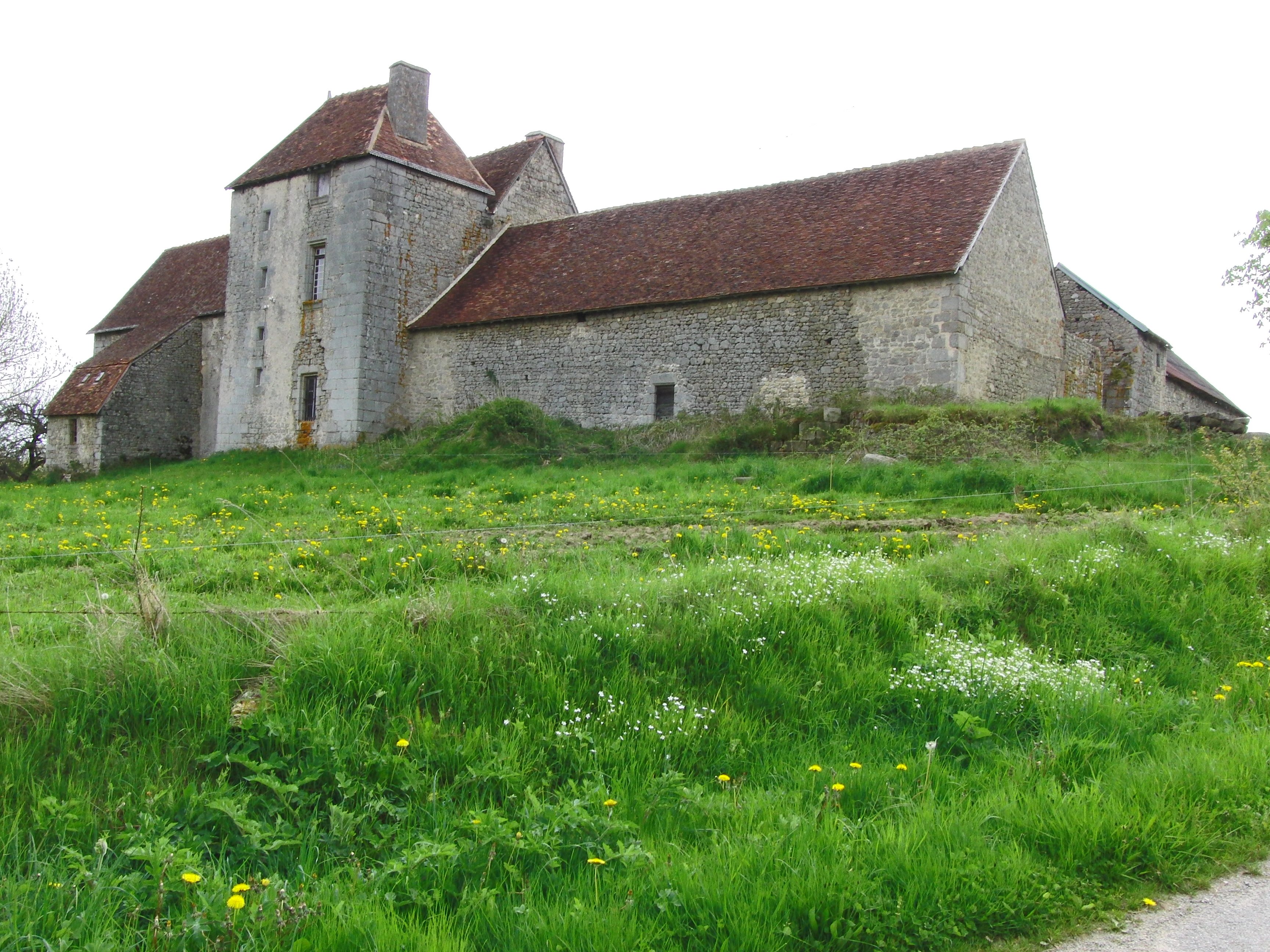
Le château du Mazeau.
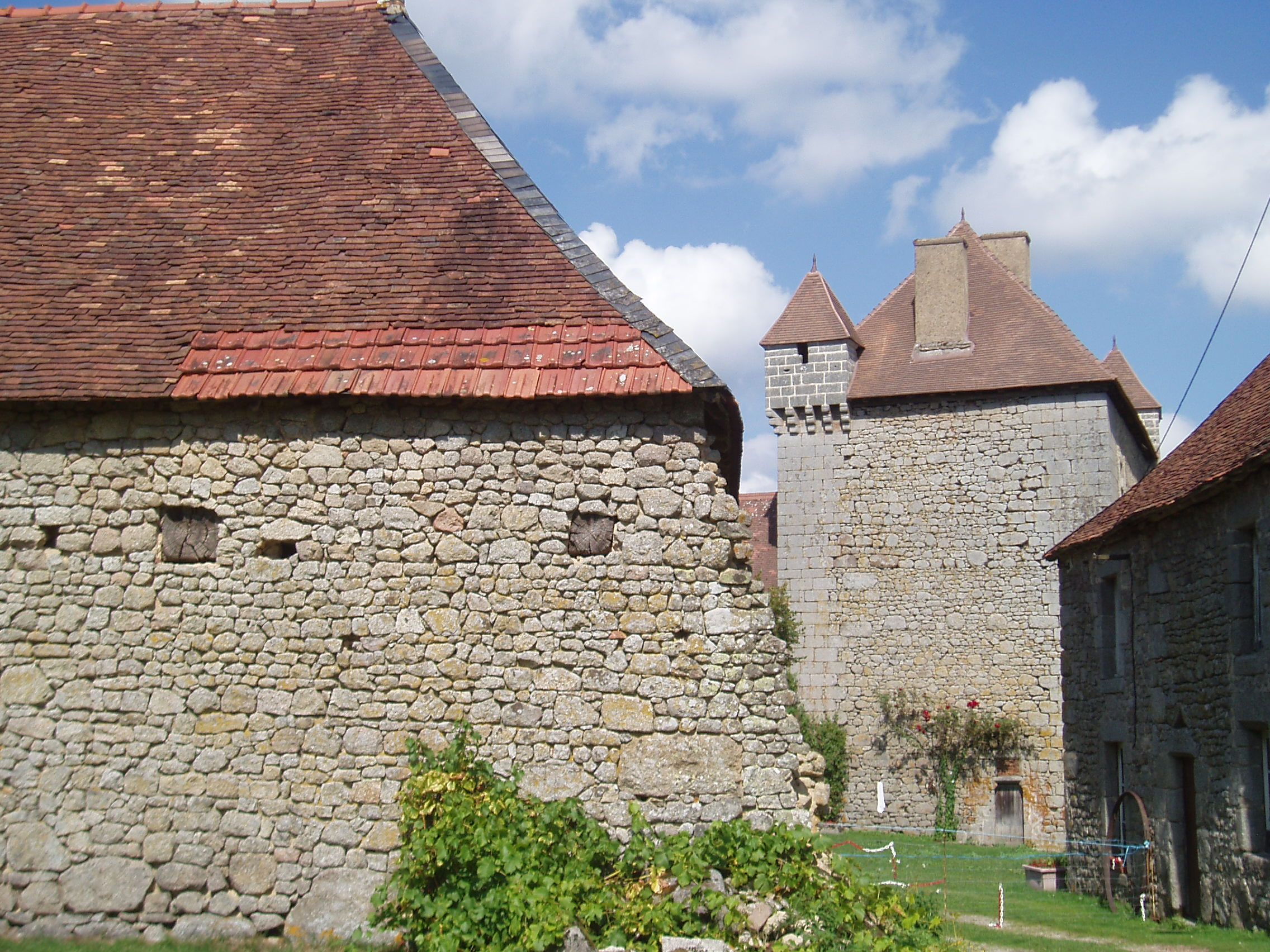
Château du Chiroux.
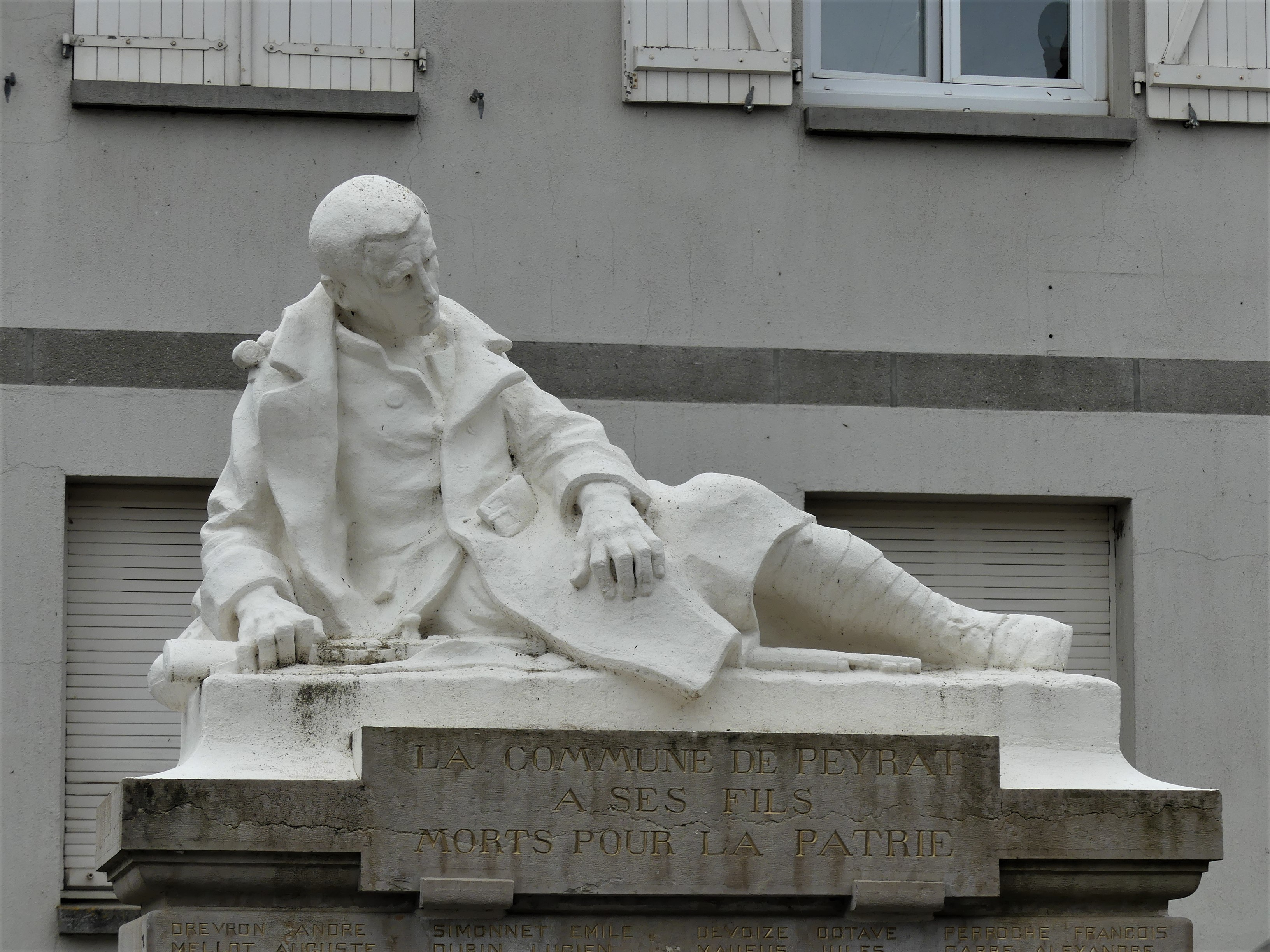
Le monument aux morts.

### Personnalités liées à la commune
La principale personnalité de la commune est le mathématicien Jean Favard, né en 1902 à Peyrat-la-Nonière. Il fut prisonnier de guerre, membre de l'Académie des sciences de Belgique et il enseigna à la faculté des sciences de Paris et à l'École polytechnique. Il est mort à La Tronche (Isère) en 1965, laissant derrière lui plusieurs ouvrages mathématiques dont Cours d'analyse et Espace et Dimension. Il a donné son nom au lycée technique de Guéret. Il est inhumé au cimetière de Peyrat-la-Nonière.

### Héraldique
|  | Les armes de Peyrat-la-Nonière se blasonnent ainsi : De sable aux trois chevrons ondés d'or. |